# 24ª edizione dei Directors Guild of America Award
La 24ª edizione dei Directors Guild of America Award si è tenuta nel corso del 1972 e ha premiato il migliore regista cinematografico e i migliori registi televisivi del 1971.

## Cinema
- William Friedkin – Il braccio violento della legge (The French Connection)
- Peter Bogdanovich – L'ultimo spettacolo (The Last Picture Show)
- Stanley Kubrick – Arancia meccanica (A Clockwork Orange)
- Robert Mulligan – Quell'estate del '42 (Summer of '42)
- John Schlesinger – Domenica, maledetta domenica (Sunday Bloody Sunday)

## Televisione

### Serie drammatiche
- Daniel Petrie – Un uomo per la città (The Man and the City) per l'episodio Hands of Love
- Lewis Freedmann – Beginning to End
- Lamont Johnson – Birdbath

### Serie commedia
- John Rich – Arcibaldo (All in the Family) per la prima stagione (tutti gli episodi) e la seconda stagione (episodi 1/13)
- Bruce Bilson – La strana coppia (The Odd Couple) per l'episodio Being Divorced Is Never Having to Say I Do
- Jay Sandrich – Mary Tyler Moore per l'episodio The Baby Sit-Com

### Miniserie e film tv
- Buzz Kulik – La canzone di Brian (Brian's Song)
- Fielder Cook – ITV Sunday Night Theatre per il film tv The Price
- Delbert Mann – Jane Eyre nel castello dei Rochester (Jane Eyre)

### Trasmissioni musicali e d'intrattenimento
- Tim Kiley – The Flip Wilson Show
- Art Fisher – The Sonny & Cher Comedy Hour
- Greg Garrison – The Dean Martin Show

### Documentari e news
- Phillip Beigel – Anatomy of a Decision: The FBI and the Great American Dream Machine
- Joel Banow – Louis Armstrong
- Anthony Messuri – Apollo: A Trip to the Moon

### Migliore regista televisivo dell'anno
- John Rich